# Dannii Minogue

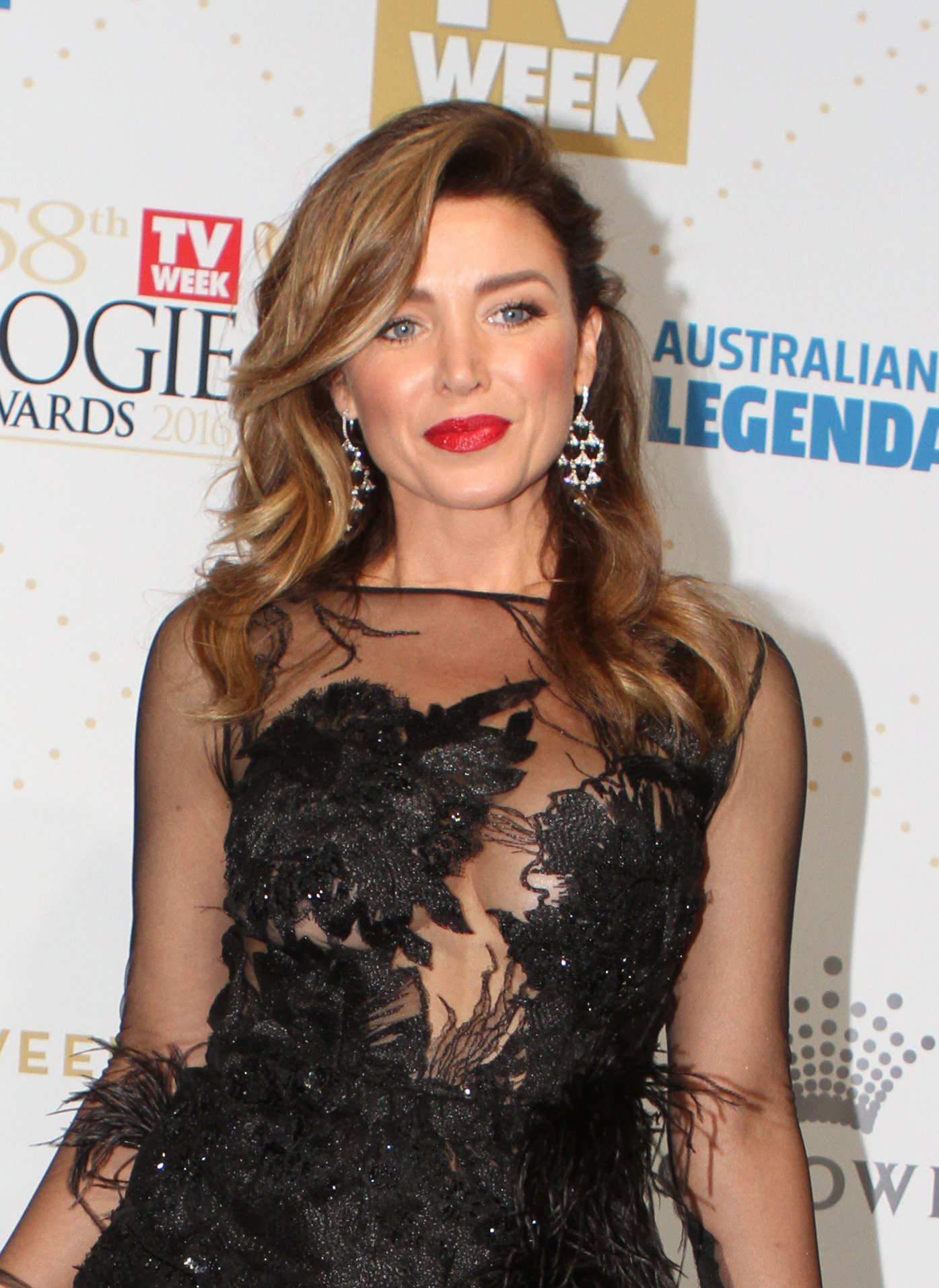
Dannii Minogue (2016)

Danielle Jane „Dannii“ Minogue (* 20. Oktober 1971 in Melbourne, Victoria) ist eine australisch-britische Sängerin und Schauspielerin. Sie ist die jüngere Schwester der international erfolgreichen Kylie Minogue und verkaufte bislang weltweit über sieben Millionen Tonträger.

## Familie
Minogue ist die jüngste Tochter von Ron und Carol Minogue. Ihre älteren Geschwister sind Kylie und Brendan, der als Kameramann beim australischen Fernsehen arbeitet. Minogue war von 1994 bis 1995 mit ihrem Landsmann und Schauspielkollegen Julian McMahon verheiratet. Nach ihrer Scheidung war sie einige Jahre mit dem ehemaligen kanadischen Formel-1-Fahrer Jacques Villeneuve verlobt. Von 2008 bis 2012 war sie mit dem ehemaligen britischen Rugby-Profi Kris Smith zusammen, mit dem sie einen Sohn (* 2010) hat.

## Karriere

### Anfänge im australischen Fernsehen
Die Karriere von Minogue begann im australischen Fernsehen. Sie spielte unter anderem in den Serien Skyways und Die Sullivans mit. Ab 1979 war sie bei der Talent-Show Young Talent Time dabei. In Australien wurde sie damit zu einem Kinderstar und war bis 1986 die bekanntere der beiden Minogue-Schwestern, konnte aber international nie aus dem Schatten ihrer Schwester treten. Von 1988 bis 1990 spielte sie die Rolle der Emma Jackson in der Seifenoper Home and Away.

### 1990–1995: Anfänge ihrer Gesangskarriere
Ihre internationale Gesangskarriere startete Minogue im Frühjahr 1991 mit der Single Love and Kisses, die in Australien bereits im Herbst 1990 veröffentlicht wurde. Das gleichnamige Album enthielt die Singles Success, Jump to the Beat – mit Rapper Einstein – und Baby Love. Das Album erhielt in Großbritannien eine Gold-Auszeichnung, schaffte den Sprung in die Top Ten und konnte sich über 60.000 mal verkaufen. Im Sommer 1991 tourte sie durch Südafrika.
Im Herbst 1993 erschien das Nachfolgealbum Get into You, doch lediglich die Single This Is It erreichte die britischen Top Ten. Das Album floppte und war nur eine Woche in den Top 60 der britischen Albumcharts. 1994 war sie Moderatorin in einer britischen Morgenshow. 1995 arbeitete sie an ihrem dritten Album, dessen Veröffentlichung für den Herbst 1995 angesehen war. Zur Veröffentlichung kam es nie, da sich ihre Plattenfirma von ihr trennte.

### 1996–1999:GirlundUnleashed Tour
Trotz Minogues im August 1997 veröffentlichten und bis dato erfolgreichsten Single All I Wanna Do wurde auch ihr drittes Album Girl ein kommerzieller Flop. Im Sommer 1998 tourte sie mit ihrer Unleashed UK Tour durch Großbritannien, um ihr Album Girl zu promoten. Als dieses jedoch kaum verkauft wurde, führte dies zur Auflösung des Plattenvertrages mit Eternal Records. Im Januar 1999 erschien ihre letzte gemeinsame Single Everlasting Night, die ursprünglich ein erster Blick auf ihr viertes Studioalbum sein sollte.

### 2001–2004: Comeback mitNeon Nights
Minogue widmete sich fortan einer Karriere als Musicalsängerin und verkörperte im Februar 2001 erfolgreich im Londoner Dominion Theatre die Rolle der Esmeralda im Musical Notre Dame de Paris.
Im Zuge des Comebacks ihrer Schwester Kylie gewann auch Minogues Gesangskarriere Ende 2001 wieder an Fahrt. Gemeinsam mit dem Trance-Projekt Riva und dem Titel Who Do You Love Now?, der sich nicht nur in Australien und Großbritannien, sondern auch in der deutschen Hitparade platzieren konnte, gelang ihr ein weiterer Hit.
Im Frühjahr 2003 folgten das in Großbritannien mit Gold ausgezeichnete Album Neon Nights und weitere Singleveröffentlichungen wie Put the Needle on It, I Begin to Wonder und Don’t Wanna Lose This Feeling, denen jeweils der Sprung in die britischen Top Ten gelang. Trotz dieser Erfolge wurde ihr Plattenvertrag bei London Records aufgelöst.

### 2004–2006: The Hits And Beyond
Mit einem neuen Plattenvertrag bei Around the World Records veröffentlichte Minogue 2004 die Single You Won’t Forget About Me, die es bis auf Platz 7 der britischen Hitparade schaffte. Im Oktober 2005 konnte sich die Single Perfection, eine Zusammenarbeit mit den Soul Seekerz, allerdings nur auf Platz 11 der britischen Charts positionieren.
Im Juni 2006 veröffentlichte Minogue mit The Hits and Beyond ein Best-of-Album mit einigen neuen Songs und allen alten Hits. Im Zuge dieses Best-of-Albums, das sich nur mäßig verkaufte und nach einer Woche auf Platz 17 aus den Top 100 fiel, erschien auch eine dritte Single mit dem Namen So Under Pressure, die aber nicht mehr die britischen Top Ten erreichte.

### 2007–2010:Club Discound Rückkehr ins Fernsehen
Im Mai 2007 kehrte Minogue mit dem Sister-Sledge-Cover He’s the Greatest Dancer in die britischen Top 40 zurück. Im November 2007 erschien ihr fünftes Studioalbum Club Disco, das erst digital und ab 2008 auf CD zu kaufen war. Im Dezember 2007 erschien ihre zweite Auskopplung aus Club Disco Touch Me Like That, die jedoch lediglich in den Top 50 der britischen Charts vertreten war. Ebenfalls erschien im gleichen Monat das Album Unleashed, das unveröffentlichtes Material von ihrer Zeit bei London Records beinhaltete.
2008 tauchte Minogue vermehrt im australischen sowie britischen Fernsehen als Jurorin diverser Castingshows auf. 2009 erschienen die Alben The Early Years und The 1995 Sessions, die beide unveröffentlichtes Material von Minogue aus den 90er Jahren beinhalteten. The 1995 Sessions war ihr eigentlich drittes geplantes Studioalbum, das erst 14 Jahre später veröffentlicht wurde. 2010 erschien ihre Biografie My Story, die sie während ihrer Schwangerschaft schrieb.

### 2012–2017:The X FactorundThe Very Best Of
Von 2007 bis 2012 war Minogue Jurymitglied in der Castingshow Australia’s Got Talent und war von 2007 bis 2010 in der Jury der britischen Castingshow The X Factor. Von 2013 bis 2015 saß sie in der Jury der australischen Ausgabe von The X Factor.
Im Zuge ihres Startes als Jurorin im australischen The X Factor, veröffentlichte Minogue im August 2013 ein Best-Of-Album, auf welchem auch ein neuer Song erhalten war. Im September 2013 veröffentlichte sie ein Duett mit dem Gesangskollegen Ronan Keating. Ein Jahr später veröffentlichte sie einen neuen Song für ein Disney-Album.
Im März 2015 trat Minogue beim Sydney Gay and Lesbian Mardi Gras auf. Anfang März 2015 erschien ihre erste Single in acht Jahren, #PressPlay, an der auch der britische Rapper Reece mitwirkte. Neben einem weiteren Auftritt in England wurde im Dezember 2015 die Single 100 Degrees – ein Duett mit ihrer Schwester Kylie – veröffentlicht.
Im Jahr 2017 wurde bekannt, dass Minogue als Begleitact für die „Wonderland Live Tour“ von Take That auftreten wird. Im Zuge der Bekanntgabe veröffentlichte Minogue mit Holding On eine neue Single. Im November 2017 veröffentlichte sie die Single Galaxy und steuerte dazu ihr erstes Musikvideo in zehn Jahren bei.

### Seit 2019: Mitwirkung an Fernsehproduktionen
Von 2019 bis 2021 war Minogue Jurymitglied in der australischen Version von King of Mask Singer. Darüber hinaus begann Minogue über QVC ihre eigene Modelinie regelmäßig in Großbritannien zu bewerben.
Im Juni 2020 veröffentlichte Minogue mit All I Wanna Do eine neue Single.

## Diskografie

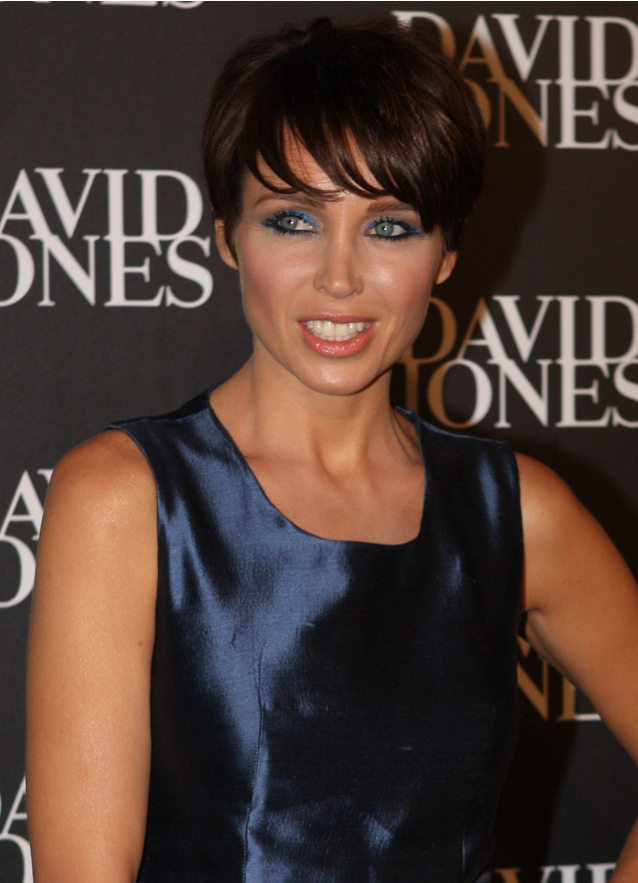
Minogue in Sydney (2012)

Studioalben

| Jahr | Titel                    | Höchstplatzierung, Gesamtwochen, AuszeichnungChartplatzierungen (Jahr, Titel, Platzierungen, Wochen, Auszeichnungen, Anmerkungen) | Höchstplatzierung, Gesamtwochen, AuszeichnungChartplatzierungen (Jahr, Titel, Platzierungen, Wochen, Auszeichnungen, Anmerkungen) | Höchstplatzierung, Gesamtwochen, AuszeichnungChartplatzierungen (Jahr, Titel, Platzierungen, Wochen, Auszeichnungen, Anmerkungen) | Höchstplatzierung, Gesamtwochen, AuszeichnungChartplatzierungen (Jahr, Titel, Platzierungen, Wochen, Auszeichnungen, Anmerkungen) | Höchstplatzierung, Gesamtwochen, AuszeichnungChartplatzierungen (Jahr, Titel, Platzierungen, Wochen, Auszeichnungen, Anmerkungen) | Anmerkungen                                                |
| Jahr | Titel                    | DE | AT | CH | UK | AU | Anmerkungen                                                |
| ---- | ------------------------ | --- | --- | --- | --- | --- | ---------------------------------------------------------- |
| 1990 | Dannii / Love and Kisses | — | — | — | UK8 Gold · (20 Wo.)UK | AU24 (2 Wo.)AU | Erstveröffentlichung: 22. Oktober 1990 Verkäufe: + 100.000 |
| 1993 | Get into You             | — | — | — | UK52 (1 Wo.)UK | — | Erstveröffentlichung: Oktober 1993                         |
| 1997 | Girl                     | — | — | — | UK57 (1 Wo.)UK | — | Erstveröffentlichung: September 1997                       |
| 2003 | Neon Nights              | DE66 (1 Wo.)DE | — | — | UK8 Gold · (13 Wo.)UK | AU17 (7 Wo.)AU | Erstveröffentlichung: März 2003 Verkäufe: + 100.000        |
| 2007 | Club Disco               | — | — | — | — | — | Erstveröffentlichung: November 2007                        |

## Filmografie (Auswahl)
- 1978: Pacific International Airport (Skyways, Fernsehserie)
- 1980: The Sullivans (Fernsehserie)
- 1988: All the Way (TV-Mini-Serie, 3 Folgen)
- 1989–1990: Home and Away (Fernsehserie, 123 Folgen)
- 1992: Secrets
- 2004: The Porter (Kurzfilm)

## Awards
- The Variety Club of Australia – Young Variety Award (1989)
- Radio One & Flash Forward Magazine – #1 Woman of the Year (1991)
- BIG Magazine – World’s Best Female Pop Star (1991)
- Smash Hits Poll Winners Party – Best New Artist (1991)
- BRMB Music Awards – Best Video for All I Wanna Do (1998)
- Maxim Awards – Best Stage Performance for Notre-Dame De Paris (2001)
- Disney Channel Awards – Best Female Artist (2003)
- Capital FM Awards – Capital Rhythm Award (2003)
- ARIA Awards – Best Pop Release (2003)
- Dancestar 2004 Awards – Best Worldwide Single (2004)
- WMC International Dance Music Awards – Best Dance Artists (2004)
- WMC International Dance Music Awards – Best Hi-Energy / Euro Release (2004)
- Glamour Awards – TV Personality (2007)
- No. 1 Celeb of the Year 2008 – Celeb of the Year (2008)
- Cosmopolitan Awards 2009 – Ultimate TV Personality of the Year (2009)